# Ḙ
Cette page contient des caractères spéciaux ou non latins. S’ils s’affichent mal (▯, ?, etc.), consultez la page d’aide Unicode.
Ḙ (minuscule : ḙ), appelé E accent circonflexe souscrit, est une lettre latine additionnelle utilisé dans certaines transcriptions phonétiques comme par exemple en dialectologie allemande ou hongroise.
Il s’agit de la lettre E diacritée d'un accent circonflexe souscrit.

## Utilisation
Dans certains systèmes de transcriptions phonétiques utilisés en dialectologie allemande, le circonflexe sous le E indique que la voyelle est très ouverte.
Samuel Bannister Harding utilise ‹ ḙ › dans l’index de son ouvrage anglais d’histoire médiévale publié en 1905 pour indiquer la prononciation de la lettre e comme voyelle moyenne centrale [ə].

### Alphabet phonétique ouralique
Dans l’alphabet phonétique ouralique, le ‹ ḙ › est utilisé pour représenter un voyelle ‹ e › rehaussée (l’accent circonflexe souscrit indiquant le rehaussement).

## Représentations informatiques
Le E accent circonflexe souscrit peut être représenté avec les caractères Unicode suivants :
- précomposé (latin étendu additionnel) :

| formes    | représentations | chaînes de caractères | points de code | descriptions                                          |
| --------- | --------------- | --------------------- | -------------- | ----------------------------------------------------- |
| majuscule | Ḙ               | Ḙ                     | U+1E18         | lettre majuscule latine e accent circonflexe souscrit |
| minuscule | ḙ               | ḙ                     | U+1E19         | lettre minuscule latine e accent circonflexe souscrit |

- décomposé (latin de base, diacritiques) :

| formes    | représentations | chaînes de caractères | points de code | descriptions                                                      |
| --------- | --------------- | --------------------- | -------------- | ----------------------------------------------------------------- |
| majuscule | Ḙ               | E◌̭                    | U+0045 U+032D  | lettre majuscule latine e diacritique accent circonflexe souscrit |
| minuscule | ḙ               | e◌̭                    | U+0065 U+032D  | lettre minuscule latine e diacritique accent circonflexe souscrit |